# قائمة الاعتداءات المنسوبة إلى أبو نضال
اعتبر أبو نضال (صبري البنا) أخطر القادة السياسيين الفلسطينيين. أبو نضال كان نشطا في المقام الأول في السبعينات والثمانينات في يسار منظمة التحرير الفلسطينية وبعد ذلك في الجبهة العلمانية / الرفضية واتهمته مصادر غربية وعربية بالعمل كمرتزق لمختلف الحكومات العربية. كان معظم أهدافه من السياسيين العرب والمنافسين والناشطين الذين شعروا بأنهم ناعمون بشأن القضية الفلسطينية لكن اليهود وكذلك الممثلين السياسيين للدول الغربية كانوا أيضا أهدافا وخاصة أولئك الذين شاركوا في عملية السلام في الشرق الأوسط. من الجدير بالملاحظة أن المنظمة قد سنت سياسة عنيفة للغاية تجاه أعضائها إذ نفذت حكم الإعدام في حوالي 600 عضو وأسرهم في عام 1987.

## قائمة الاعتداءات المنسوبة إلى أبو نضال
جمعت القائمة التالية من مصادر متنوعة. أنها ليست كاملة وقد تحتوي على أخطاء. ادعت عدة جماعات بعض هذه الهجمات وبعضها من قبل مجموعة أخرى والبعض الآخر قد ادعى كذبا أو نسبت إلى منظمة أبو نضال.

## 1972
- 5 سبتمبر 1972: يعتقد أن أبو نضال شارك في التخطيط لعملية ميونيخ في دورة الألعاب الأوليمبية الصيفية 1972 في ميونيخ بألمانيا الغربية.[1]

## 1973
- 5 سبتمبر 1973: احتلال السفارة السعودية في باريس من أجل الإفراج عن أبو داود المسجون في الأردن.
- 25 نوفمبر 1973: اختطفت طائرة شركة الخطوط الجوية الملكية الهولندية من بيروت إلى مدينة نيويورك وطوكيو على المجال الجوي العراقي وتحولت إلى نيقوسيا بقبرص ثم إلى فاليتا بمالطا. تم إطلاق سراح جميع الركاب والطاقم. ادعت منظمة الشباب القومي العربي مسئوليتها عن الاختطاف.

## 1974
- 8 سبتمبر 1974: تفجير طائرة تي دبليو إيه 1974 وتوفي جميع الركاب البالغ عددهم 79 شخصا.
- أكتوبر 1974: محاولة اغتيال ياسر عرفات ومحمود عباس. بعد ذلك حكم عليه بالإعدام غيابيا من قبل مجلس منظمة التحرير الفلسطينية. في هذه المرحلة أسست منظمة أبو نضال المستقلة.
- 22 نوفمبر 1974: طائرة الخطوط الجوية البريطانية فيكرز فك-10 التي ستقلع من لندن متوجهة إلى الشرق الأقصى اختطفت في دبي وتم تحويلها إلى تونس. قتل راكب واحد. سمح للخاطفين بالتحليق إلى ليبيا.

## 1976
- 27 سبتمبر 1976: هجوم واستيلاء على فندق سميراميس في دمشق عاصمة سوريا. ثلاثة من المهاجمين الذين تم القبض عليهم في اليوم التالي شنقوا علنا.[2]
- 11 أكتوبر 1976: الهجوم على سفارة سوريا في إسلام أباد بباكستان وروما بإيطاليا.[3]
- 17 نوفمبر 1976: اقتحم مقاتلون من منظمة أبو نضال فندق انتركونتيننتال في عمان عاصمة الأردن وأخذوا عددا من الرهائن. اقتحمت قوات الأمن الأردنية الفندق وقتل ثلاثة مسلحين وجنديين ومدنيين اثنين. أعدم المهاجمون الباقون بعد ذلك بوقت قصير.[4]
- 1 ديسمبر 1976: أطلق النار على وزير الخارجية السوري عبد الحليم خدام وهو في سيارته في دمشق.[5]
- 13 ديسمبر 1976: إحباط هجوم على السفارة السورية في إسطنبول.

## 1977
- أكتوبر 1977: محاولة اغتيال ثانية لخدام في مطار أبو ظبي قتل خلالها وزير خارجية دولة الإمارات العربية المتحدة عن طريق الصدفة.
- 15 نوفمبر 1977: اغتيال مدير المكتبة العربية في باريس.

## 1978
- 4 يناير 1978: اغتيال سعيد حمامي ممثل منظمة التحرير الفلسطينية في لندن ببريطانيا.
- 18 فبراير 1978: مقتل الصحفي المصري يوسف السباعي أثناء رئاسته لمؤتمر منظمة التضامن مع شعوب أفريقيا وآسيا وأمريكا اللاتينية.
- 1978: اغتيال ممثل منظمة التحرير الفلسطينية في بروكسل ببلجيكا.
- 15 يونيو 1978: اغتيال علي ناصر ياسين ممثل منظمة التحرير الفلسطينية في الكويت.
- 3 أغسطس 1978: اغتيل عز الدين القلق ممثل منظمة التحرير الفلسطينية في باريس بفرنسا مع مساعده.[6]
- 5 أغسطس 1978: تعرضت مكاتب منظمة التحرير الفلسطينية في إسلام أباد بباكستان للهجوم.
- 1978: اغتيال عادل زعيتر ممثل منظمة التحرير الفلسطينية في روما بإيطاليا.
- 1978: اغتيال ممثل منظمة التحرير الفلسطينية في مدريد.

## 1980
- 17 يناير 1980: اغتيل يوسف مبارك مدير مكتبة المكتبة الفلسطينية في باريس بفرنسا.
- 27 يوليو 1980: الهجوم على مخيم أنتويرب الصيفي 1980. كان عضو منظمة أبو نضال سعيد النصر حاملا قنبلتين في يديه وقذفها على مجموعة من الأطفال اليهود ينتظرون مع أسرهم حافلة المخيم الصيفي في أنتويرب ببلجيكا. (قتل أحد المارة البالغ من العمر 15 عاما وإصابة 8 أشخاص بجراح خطيرة)
- 27 يوليو 1980: قتل الملحق التجاري الإسرائيلي في بروكسل.

## 1981
- 6 فبراير 1981: اختطف هشام محيسن القائم بأعمال السفير الأردني في بيروت وثلاثة من حراسه الشخصيين الذين قتلوا على يد مهاجمين مجهولين يعتقد أنهم في وقت لاحق منظمة أبو نضال. أطلق سراح محسين دون أذى بعد 67 يوما.[7]
- 1 مايو 1981: اغتيال عضو مجلس النواب هاينز نيتل في فيينا بالنمسا. كان نيتل رئيسا لجمعية الصداقة النمساوية الإسرائيلية وشارك في عملية السلام في إسرائيل.[8]
- 1 يونيو 1981: مقتل نعيم خضر ممثل منظمة التحرير الفلسطينية في بلجيكا.
- 1 أغسطس 1981 أدت سلسلة من التفجيرات إلى إلحاق أضرار بالعديد من البنوك والشركات الفرنسية ومكتب الخطوط الجوية الفرنسية والسفارة السعودية في بيروت ولكن لم يصب أحد بجراح خطيرة.[9][10]
- 29 أغسطس 1981: الهجوم على كنيس في فيينا. هاجم ثلاثة رجال كنيس فيينا بالمدافع الرشاشة. قتل مدنيان وجرح 23 آخرون بينهم 3 من رجال الشرطة. اعتقل المهاجمون وسجنوا.[11]
- 4 سبتمبر 1981: اغتيل السفير الفرنسي في لبنان لويس دلاماري في شارع بيروت في محاولة اختطاف مضطربة.[12]
- 23 سبتمبر 1981: أصيب خمسة من القبارصة اليونانيين في هجوم بالقنابل اليدوية على مكاتب الشحن في ليماسول.[13]
- 6 أكتوبر 1981: اغتيل ضابط منظمة التحرير الفلسطينية ماجد أبو شرار بقنبلة مخبأة في غرفته الفندقية في روما بإيطاليا. ادعت منظمة أبو نضال أنه يهدد مبادئ الثورة.[14]
- 7 نوفمبر 1981: أحبطت محاولة اختطاف دبلوماسي سعودي في بيروت.[15]

## 1982
- 3 يونيو 1982: محاولة اغتيال شلومو أرجوف السفير الإسرائيلي لدى المملكة المتحدة في لندن. حملت الحكومة الإسرائيلية منظمة التحرير الفلسطينية الهجوم وكانت هذه واحدة من الحوادث التي أدت إلى غزو واسع النطاق للبنان في 6 يونيو. كان أرغوف معاقا بشكل دائم وتوفي متأثرا بجراحه بعد 21 عاما.
- 4 يونيو 1982: اغتيل دبلوماسي كويتي خارج منزله في نيودلهي عاصمة الهند.
- 7 يوليو 1982: اغتيل دبلوماسي أردني وأصيب آخر بجروح خطيرة في هجوم على شارع أثينا في اليونان.
- 9 أغسطس 1982: هجوم بقنابل يدوية على مطعم غولدنبرغ في الحي اليهودي في باريس بفرنسا يترك ستة قتلى و 22 جريحا.
- 26 أغسطس 1982: محاولتان اغتيال فاشلتان على قنصل الإمارات العربية المتحدة في بومباي ودبلوماسي كويتي في كراتشي بباكستان.
- 1982: اغتيال مسؤول منظمة التحرير الفلسطينية في مدريد عاصمة إسبانيا.
- 16 سبتمبر 1982: اغتيل الدبلوماسي الكويتي نجيد سيد الرفاعي في مدريد بإسبانيا عندما كان مخطئا للسفير.
- 18 سبتمبر 1982: أصيب أربعة أشخاص عندما هوجم كنيس في بروكسل في حادث تبادل لاطلاق النار.
- 9 أكتوبر 1982: هجوم على الكنيس الكبير في روما. ألقى خمسة مهاجمين يرتدون ملابس أنيقة ثلاثة قنابل يدوية على الأقل ورشوا حشدا من الناس بنيران رشاشة وهم يغادرون الكنيس المركزي في روما بإيطاليا. قتل طفل صغير يبلغ من العمر سنتين (ستيفانو غاج تاتشي) في الهجوم وأصيب 37 شخصا.

## 1983
- 10 أبريل 1983: حمامة منظمة التحرير الفلسطينية ومعاون ياسر عرفات عصام السرطاوي يقتل في مؤتمر الأممية الاشتراكية في ألبوفيرا جنوب البرتغال.
- 1983: هجوم على السفير الأردني في روما بإيطاليا ولكنه ينجوا بحياته.
- 29 أغسطس 1983: اختطفت طائرة فرنسية من فيينا بالنمسا واقتيدت إلى طهران. لم يصب أحد في الحادث.
- 23 سبتمبر 1983: تفجير طائرة طيران الخليج الرحلة 771. مقتل 117 شخصا.
- 26 أكتوبر 1983: أطلق النار على السفير الأردني في الهند ست مرات في كمين في نيودلهي لكنه نجا من دون إصابات.
- 27 أكتوبر 1983: أصيب السفير الأردني في إيطاليا تيسير علاء الدين طوقان بجروح مع سائقه خلال كمين نصبه مسلحان في روما. نجا كلا الرجلين.
- 7 نوفمبر 1983: هجوم على السفارة الأردنية في أثينا عاصمة اليونان. قتل حارس.
- 26 ديسمبر 1983: أصيب شخصان في انفجار قنبلة خارج متجر ماركس أند سبنسر في لندن بإنكلترا. ألقي اللوم على الجيش الجمهوري الأيرلندي مؤقتا ولكن في وقت لاحق تبين أن منظمة أبو نضال هم المسئولين عن الهجوم.
- ديسمبر 1983: متهم بالمسؤولية عن تفجير المركز الثقافي الفرنسي في إزمير بتركيا.
- 29 ديسمبر 1983: اغتيل السفير الأردني في مدريد بإسبانيا.

## 1984
- 1984: اغتيال السفير الأردني في الهند.
- 1984: اغتيال السفير الأردني في إسبانيا.
- 1984: اغتيال السفير الأردني في إيطاليا.
- 8 فبراير 1984: اغتيل السفير الإماراتي لدى فرنسا خليفة عبد العزيز المبارك في شارع باريس.
- 7 مارس 1984: قتل ثلاثة وأصيب تسعة آخرون في تفجير حافلة مدنية في أشدود بإسرائيل.
- 24 مارس 1984: في عمان تم العثور على قنبلة وإزالتها في فندق انتركونتيننتال بالتزامن مع زيارة الملكة إليزابيث الثانية إلى الأردن.
- 28 مارس 1984: اغتيل كينيث وايتي الممثل الثقافي البريطاني وممثل المجلس الثقافي البريطاني في شارع أثينا في اليونان على يد مسلح واحد متزامنا مع بدء جولة أوروبية في مدرسة للفضائح للاحتفال بالذكرى الخمسين للمجلس الثقافي البريطاني التي افتتحت في أثينا بعد ثلاثة أيام في 31 مارس.
- 2 أبريل 1984: أصيب 48 شخصا جراء هجوم مدفع رشاش على مركز تجاري مزدحم في القدس بإسرائيل.
- 24 مايو 1984؛ قنبلة تنفجر في مطعم في أثينا ولا أحد يصاب.
- 5 يونيو 1984: محاولة اغتيال الدبلوماسي الإسرائيلي في القاهرة بمصر.
- 4 أكتوبر 1984: انفجرت سيارة مفخخة في موقف سيارات السفارة الإسرائيلية في نيقوسيا بقبرص. أصيب شخص واحد.
- 4 أكتوبر 1984: قتل ضابط استخبارات إسرائيلي مع أربعة أشخاص آخرين في كمين على شارع بيروت.
- 26 أكتوبر 1984: محاولة اغتيال أحد كبار الدبلوماسيين الإماراتيين في روما بإيطاليا وترك في غيبوبة وامرأة من المارة.
- 28 نوفمبر 1984: أطلق النار على بيرسي نوريس نائب المفوض السامي البريطاني في بومباي بالهند برصاص مسلح مجهول أثناء توجهه عبر حركة المرور.
- 29 نوفمبر 1984: تفجير مكاتب الخطوط الجوية البريطانية في بيروت بلبنان.
- نوفمبر 1984: محاولة اغتيال الدبلوماسي الأردني في اليونان.
- 4 ديسمبر 1984: قتل دبلوماسيا أردنيا في بوخارست عاصمة رومانيا باستخدام اسم أيلول الأسود.
- 26 ديسمبر 1984: تفجير منزل زعيم حركة فتح ومنظمة التحرير الفلسطينية هاني الحسن في عمان بالأردن باستخدام اسم أيلول الأسود.
- 29 ديسمبر 1984: اغتيال رئيس بلدية الخليل السابق والضفة الغربية المعتدل فهد القواسمة في عمان بالأردن الذي سبق أن قامت إسرائيل بترحيله بدعوى التحريض على العنف باستخدام اسم أيلول الأسود.

## 1985
- 25 مارس 1985: اختطف الصحافي البريطاني أليك كوليت الذي يعمل لحساب الأمم المتحدة في بيروت بلبنان مع نمساوي الذي سرعان ما تم الإفراج عنه. في 23 أبريل 1986 تم شنقه انتقاما لقصف ليبيا.
- 1985: تفجير مكتب الخطوط الجوية البريطانية في مدريد بإسبانيا مما أسفر عن مقتل أحدهم.
- 1985: هجوم على فندق المنتجع في أثينا باليونان. نتج عنه 13 جريحا.
- 21 مارس 1985: تفجير مكاتب الخطوط الجوية الملكية الأردنية في روما بإيطاليا تحت اسم أيلول الأسود.
- 21 مارس 1985: تفجير مكاتب الخطوط الجوية الملكية الأردنية في أثينا باليونان تحت اسم أيلول الأسود.
- 21 مارس 1985: تفجير مكاتب الخطوط الجوية الملكية الأردنية في نيقوسيا بقبرص تحت اسم أيلول الأسود.
- 3 أبريل 1985: هجوم صاروخي على طائرة العال التي أقلعت من مطار أثينا. لم تقع إصابات.
- 4 أبريل 1985: هجوم صاروخي على السفارة الأردنية في إيطاليا.
- 1 مايو 1985: فشلت محاولة اغتيال رئيس تحرير صحيفة كويتية يعتقد أنها متساهلة على إسرائيل.
- 11 يوليو 1985: قتل 11 شخصا وأصيب 90 آخرون في انفجارين كبيرين في مقاهي في مدينة الكويت. من بين القتلى كان الهدف من التفجيرات رئيس فرع التحقيق في الشرطة الكويتية. تم تفكيك قنبلة ثالثة بنجاح.
- 7 يوليو 1985: اختطف يخت يحمل يهودا فرنسيين وبلجيكيين من قطاع غزة وأبحر إلى ليبيا مع ثمانية رهائن مدنيين. ثم استخدم هؤلاء الناس رقائق مساومة في التعاملات الليبية مع فرنسا وأبو نضال مع بلجيكا حتى يتم إطلاق سراحهم جميعا في عام 1990. أبو نضال يتحمل المسؤولية عن هذا العمل في نوفمبر 1987 (حادث سيلكو).
- 22 يوليو 1985: تفجير السفارة الأمريكية في مصر.
- 21 يوليو 1985: تم تدمير مكتب شركة الخطوط الجوية الكويتية في بيروت. لم يصب أحد.
- 24 يوليو 1985: اغتيل الدبلوماسي الأردني زايد ساتي في إسطنبول بتركيا.
- يوليو 1985: قصف مكتب الخطوط الجوية البريطانية في مدريد بإسبانيا. قتل شخص واحد وجرح 27 شخصا. بالقرب من هجوم متزامن على مكاتب العال القريبة مع جريحين.
- 16 سبتمبر 1985: ألقيت قنابل يدوية على مقهى باريس السياحي في روما بإيطاليا مما أدى إلى إصابة 38 شخصا بجراح.
- نوفمبر 1985: اختطاف طائرة مصر للطيران الرحلة 648 في مالطا. حسم بعد أن اقتحم الكوماندوز المصري الطائرة وقتل واحد من الخاطفين الثلاثة وقد قتل واحد منهم في تبادل لإطلاق النار على متن الطائرة مع مشهد السماء على الرغم من أن 58 من 91 راكبا لقوا مصرعهم.
- 7 أكتوبر 1985: أصيب 11 شخصا جراء انفجار قنبلة في مبنى سكني في القدس.
- 20 نوفمبر 1985: اغتيل فلسطينيان في الأردن على يد منظمة أبو نضال لأنهما على ما يبدو مرتبطان مع ياسر عرفات.
- 19 ديسمبر 1985: تفجير قاعة محكمة في نانت. احتجزت فرنسا رهينة من قبل مسلح لعدة ساعات في احتجاج رمزي. لم يصب أحد.
- 27 ديسمبر 1985: هجمات على مكاتب شركة إل عال الإسرائيلية في روما وفيينا. 18 قتيلا و111 جريحا.

## 1986
- 28 مارس 1986: اختطف اثنان من الأساتذة العاملين في بيروت وهما البريطاني لي دوغلاس والأمريكي فيليب بادفيلد من قبل ناشطي منظمة أبو نضال. أعدم كلاهما في 17 أبريل ردا على قصف ليبيا.
- 2 أبريل 1986: قتل أربعة أشخاص في تفجير تي دبليو إيه الرحلة 840 فوق كورفو.
- 17 أبريل 1986: اختطف الصحفي البريطاني جون مكارثي في بيروت ردا على قصف ليبيا. أطلق سراحه في عام 1991.
- 27 أبريل 1986: اختطف السائح البريطاني بول أبيلبي وقتل في القدس.
- 27 مايو 1986: قتل شخص واحد وجرح خمسة آخرون في ست هجمات بالقنابل على الخطوط الجوية السعودية ومكاتب خطوط بان أمريكان العالمية في كراتشي بباكستان.
- 21 يونيو 1986: تم إحباط هجوم صاروخي على السفارة العراقية في فيينا بالنمسا.
- 5 سبتمبر 1986: 19 شخصا قتلوا خلال عملية اختطاف طائرة بان أمريكان الرحلة 73 في كراتشي.
- 6 سبتمبر 1986: اقتحم مسلحون كنيس نيف شالوم في إسطنبول بتركيا خلال السبت. أطلقوا النار على 22 شخصا وأضرموا النار في المبنى قبل أن يقتلوا في انفجار قنبلة يدوية (ربما متعمدة).
- 11 سبتمبر 1986: اختطف فيكتور كانو الرئيس التنفيذي السوري لنادي ليونز الدولي في بيروت ولكن أطلق سراحه لاحقا دون أن يصاب بأذى.
- 5 نوفمبر 1986: ضربت الصواريخ السفارتين الرومانيتين في البحرين ولبنان احتجاجا على الدعم الروماني لعملية السلام. لم يصب أحد.

## 1987
- 19 يناير 1987: تعرض شابان إسرائيليان لطعن غير قاتل في القدس على ما يبدو بعد أن عثر على بعض ناشطي منظمة أبو نضال عن طريق الصدفة.
- 5 مارس 1987: اختطف رجلان فلسطينيان وشنقا في تركيا بتهم غير مبررة بكونهما عملاء سريين أردنيين.

## 1988
- 1988: تفجير سيارة مفخخة خارج السفارة الإسرائيلية في قبرص. ثلاثة قتلى.
- 5 فبراير 1988: اختطاف عاملي إغاثة إسكندنافيين في بيروت وأفرج عنهما بعد شهر.
- 23 مارس 1988: أطلق رجل النار على حافلة في بومباي بالهند التي كانت تقل طاقم طيران أليطاليا. جرح شخص واحد. بعد يومين اكتشفت قنابل يدوية وأزيلت من القنصلية السعودية في المدينة.
- 15 مايو 1988: هجوم متزامن على المدافع والقنابل اليدوية على فندق أكروبول والنادي السوداني بالخرطوم استهدف الدبلوماسيين الغربيين وأسرهم. أصيب أربعة بريطانيين وثلاثة أمريكيين واثنين من السودانيين وجرح 21 شخصا.
- 11 مايو 1988: انفجار شاحنة مفخخة بالقرب من السفارة الإسرائيلية في نيقوسيا بقبرص. السائق هو واحد من ثلاثة أشخاص قتلوا على ما يبدو عندما قام زميله بالضغط على جهاز التحكم مبكرا. أصيب 19 شخصا.
- 11 يوليو 1988: انفجرت سيارة مفخخة قبل الأوان على رصيف في أثينا مما أسفر عن مقتل اثنين من أعضاء منظمة أبو نضال. يلي ذلك هجوم على رحلة مدينة بوروس السياحية البحرية مما أسفر عن مقتل تسعة أشخاص وجرح 98 آخرين.
- 20 أغسطس 1988: أصيب 25 شخصا في انفجار قنبلة يدوية في مركز تجاري في حيفا بإسرائيل.
- 17 نوفمبر 1988: اختطف أحد العاملين في الصليب الأحمر السويسري في صيدا بلبنان واحتجز لمدة شهر قبل الإفراج عنه دون أن يصاب بأذى.

## 1989
- 4 يناير 1989: مقتل الدبلوماسي السعودي صلاح المالكي وجرح رجل آخر بالقرب من السفارة في بانكوك عاصمة تايلاند.
- 29 مارس 1989: اغتيل اثنان من رجال الدين المسلمين المعارضين لفتوة ضد سلمان رشدي في مسجد في بروكسل ببلجيكا.
- 4 أكتوبر 1989: اغتيل جوزيف ويبران وهو يهودي بلجيكي وناشط سلام في بروكسل.
- 6 أكتوبر 1989: اختطف عاملان من الصليب الأحمر السويسري في بيروت. تم الإفراج عنهما دون أذى في أغسطس 1990.

## 1990
- 25 يوليو 1990: أحد الأعضاء البارزين في الجالية الإسرائيلية في ليما عاصمة بيرو أصيب بجروح خطيرة في محاولة اغتيال.
- 12 أكتوبر 1990: قتل سياسي مصري في القاهرة. تعتقد الجهات المصرية والعراقية أن منظمة أبو نضال مسئولة عن القتل.

## 1991
- 14 يناير 1991: اغتيال أبو إياد زعيم حركة فتح في تونس وهو أقرب مساعد لعرفات والقائد الثاني لمنظمة التحرير الفلسطينية. كما قتل أيضا قائد قطاع غزة (إسرائيل) في منظمة التحرير الفلسطينية أبو الهول وأحد حراسه الشخصيين.
- 29 أكتوبر 1991: ضرب صاروخ مجمع السفارة الأمريكية في بيروت. لم يصب أحد بأذى.

## 1992
- 8 يونيو 1992: اغتيل ضابط منظمة التحرير الفلسطينية عاطف بسيسو في باريس. وقد ادعى منظمة أبو نضال المسئولة عن الاغتيال لكن بيان منظمة التحرير الفلسطينية اتهم الموساد.
- 30 يونيو 1992: اغتيل أربعة من مقاتلي منظمة التحرير الفلسطينية في كمين منسق في صيدا بلبنان. أحد القتلى هو أنور ماضي قائد منظمة التحرير الفلسطينية في جنوب لبنان.

## 1993
- 15 نوفمبر 1993: اغتيل مسؤول في منظمة التحرير الفلسطينية في صيدا بلبنان.

## 1994
- 29 يناير 1994: اغتيال النائب عمران معايطة الدبلوماسي الأردني في شارع بيروت. ألمحت السلطات الأردنية إلى أن منظمة أبو نضال قامت بالاغتيال نيابة عن ليبيا.

## 1997
- 1997: مقتل اثنين من أعضاء الحركة الوطنية لتحرير فتح / حركة فتح في لبنان بسبب اتهامات بالاختلاس.
- 1997: متهم باغتيال الإسلامي المصري الشيخ متطلب في اليمن.